# Коммуны Швеции

Границы муниципалитетов Швеции

Коммуны Швеции (Общины, муниципалитеты) (швед. Kommun) — органы местного самоуправления Швеции. На данный момент 290 коммун организовано в 21 лен (округ или губерния). Муниципальные власти несут ответственность за большую часть услуг, оказываемых на местном уровне, таких как школы, аварийно-спасательные службы и градостроительство.

## Организационные основы
Основы регулирования шведских муниципалитетов закреплены в Законе «О местном самоуправлении» 1991 года. Он определяет обязанности муниципалитетов, а также описывает основные принципы работы местных органов власти, такие, как процесс избрания муниципального совета. Он также регулирует процесс (швед. laglighetsprövning, «законность судебного разбирательства»), через который любой гражданин может обжаловать решения местных органов власти в окружном суде.
Законодательный муниципальный совет включает в себя от 31 до 101 депутата (всегда нечётное число), которые избираются по партийным спискам по системе пропорционального представительства на муниципальных выборах, которые проводятся каждые четыре года вместе с национальными парламентскими выборами. Муниципальный совет (ассамблея), в свою очередь, назначает муниципальный исполнительный комитет из его членов. Исполнительный комитет возглавляется председателем (швед. kommunstyrelsens ordförande). Председателя часто называют мэром (швед. kommunalråd).

## История
Первые акты местных властей были реализованы 1 января 1863 года. Существовали два постановления, одно для города и одно для сельской местности. Общее число муниципалитетов было 2498. Сельские муниципалитеты совпадали по территории со старыми церковными приходами (швед. socknar), а 89 городских муниципалитетов были основаны в границах старых привилегированных городов. Существовал также третий тип, швед. köping (англ. market town). Статус этих образований был где-то между сельскими муниципалитетами и городами. Только восемь из них существовало в 1863 году, а максимум был достигнут в 1959 году: 96 образований.
Вплоть до 1930 года, когда общее число муниципалитетов достигло своего пика (2532), они больше делились, чем объединялись.
В 1943 году более чем в 500-х муниципалитетов Швеции было менее 500 жителей, и муниципальная комиссия 1943 года внесла предложение о том, что число сельских муниципалитетов должно быть значительно сокращено.
После нескольких лет подготовки первой из двух общенациональных муниципальных реформ 20-го века она была реализована в 1952 году. Число сельских муниципалитетов было снижено с 2281 до 816. Города (к тому времени их насчитывалось 133) не были затронуты.
Довольно скоро было установлено, что реформа 1952 года не была достаточно радикальной. Новая комиссия экспертов в 1959 пришла к выводу, что следующая муниципальная реформа должна создать новые, более крупные, смешанные сельско-городские муниципалитеты.
Парламент Швеции (Риксдаг) решил в 1962 году, что новая реформа должна осуществляться на добровольной основе. Процесс начался в январе 1964 года, когда все муниципалитеты были сгруппированы в 282 муниципальных блока (kommunblock). Сотрудничество в рамках блока должно было в конечном итоге привести к объединению. Целевым годом был 1971, когда все муниципалитеты должны были стать  однородными по типу и все остальные формальные различия в руководстве и привилегиях между городами и сельскими муниципалитетами планировалось отменить.
Объединения в рамках «блоков» начались в 1965 году и, по большей части, были выполнены в 1967 и 1969 гг, когда число муниципалитетов сократилось с 1006 до 848. Риксдаг, однако, счёл процесс объединения слишком медленным, и решил ускорить его путём прекращения добровольного аспекта. В 1971 году были введены унитарные муниципальные образования — коммуны и количество муниципалитетов снизилось до 464, три года спустя их было уже 278. В одном случае (муниципалитет Svedala) процесс не был выполнен до 1977 года.
Большинство муниципалитетов вскоре были консолидированы, но в некоторых случаях антагонизм внутри новых единиц был настолько сильным, что привёл к обратному результату. Общее число муниципалитетов сегодня поднялось до 290.
Вопрос о создании нового муниципалитета находится на усмотрении центрального правительства Швеции. Рекомендуемая нижняя граница числа жителей для создания нового муниципального образования  составляет 5000 человек.
Некоторые муниципалитеты по-прежнему используют термин «Город» (швед. Stad) применительно к себе — это практика, принятая в самых крупных и наиболее урбанизированных муниципалитетах — Стокгольме, Гётеборге и Мальмё. 13 муниципалитетов в целом, некоторые из них, включают в себя значительные территории сельской местности, сделали этот выбор, который является неофициальным и не оказывает влияния на административный статус муниципалитета. Однако на практике это может создать некоторую путаницу, поскольку термин «stad» в настоящее время обычно относится к застройке большой площади, а не к административной единице.

## Географические границы
Муниципалитеты в Швеции покрывают всю территорию страны. В отличие от США или Канады, здесь нет невключённых территорий. Муниципалитеты севера занимают большие площади малонаселённых земель. Кируна, имеющая площадь 19 446 км², иногда считается крупнейшим в мире «городом» по площади, хотя такие образования, как Ла Тукуе(Квебек, 28 421 км², имеет официальный статус «города»), Вуд Буффало (штат Альберта, 63 343 км², имеет официальный статус «регионального муниципалитета») и город Калгурли-Боулдер в штате Западная Австралия (95 575 км²) занимают по сравнению с Кируной большую площадь (для сравнения, общая площадь государства Ливан составляет 10 452 км².) Во всяком случае, несколько северных муниципалитетов по размерам больше, чем многие округа более густонаселённой южной части страны.

### Подразделения
Муниципалитеты также делятся в общей сложности на 2 512 приходов (швед. församlingar) (2000). Это традиционные подразделения Церкви Швеции, но до сих пор имеющие значение в качестве округа для переписи населения и выборов. Многие приходы всё ещё соответствуют оригинальным швед. «socknar», хотя на протяжении многих лет происходило большое количество разделов и объединений.

## Обязанности
В соответствии с законом, муниципалитеты несут ответственность за:
- Уход за детьми и дошкольное образование
- Начальные и средние школы
- Социальное обслуживание
- Уход за престарелыми
- Поддержку людей с ограниченными возможностями
- Здравоохранение и окружающую среду
- Аварийные службы (не полицию, которая входит в обязанности правительства)
- Градостроительство
- Санитарию (отходы, сточные воды)

Многие муниципалитеты в дополнение оказывают такие услуги, как досуг для молодежи и жилищно-коммунальные услуги, чтобы сделать их привлекательными для привлечения новых жителей.